# 奥本貴之
奥本 貴之（おくもと たかゆき、1991年11月26日 - ）は、日本の元プロボクサー。第41代日本スーパーフライ級王者。奈良県大和高田市出身。グリーンツダボクシングジム所属。入場曲は長渕剛の『青春』。

## 来歴
5歳で極真空手を始め、小学校5年時に国際大会で優勝を果たした。
大和高田市立片塩中学校2年の時、赤井英和に憧れてグリーンツダに入門。卒業後、早くしてプロになりたい気持ちからウィラポン・ナコンルアンプロモーションが所属するナコンルアンプロモーションとの契約を結びタイに渡る。2007年5月1日、プロデビューを勝利で飾る。
2007年5月29日、元IBF世界ミニマム級王者ラタナポン・ソーウォラピンと対戦、「15歳vs38歳」という年齢差も話題になったが2回TKO負けを喫した。
2008年11月、17歳になったのを機にJBCプロテストを受験し合格。
2009年2月8日の国内デビュー戦は対戦相手を公募の上で田中飛依に決まる。しかし試合は1-2判定で惜しくも敗れる。
2009年5月3日、タワッチャイ・ポーティティマを回RKOで沈め国内初勝利。この試合は4月13日に死亡した先輩の小松則幸選手のトランクスを追悼の意を込めて使用した。
2018年8月10日、エディオンアリーナ大阪第二競技場で久高寛之（仲里）と対戦し、10回3-0(3者共96-94）で判定勝ちを収めて日本王座を獲得した。
2018年12月9日、エディオンアリーナ大阪第二競技場で、同級5位橋詰将義と対戦し、10回1-1(96-95、93-97、95-95)、三者三様のドローに終わったが初防衛に成功した。
2019年4月21日、大阪府立体育会館第2競技場で日本スーパーフライ級1位のユータ松尾と対戦し、10回2-0（97-93、96-94、95-95）で判定勝ちを収め、2度目の防衛に成功した。
2019年8月4日、大阪府立体育会館第2競技場で日本スーパーフライ級6位のダイナミック健次と対戦し、6回1分49秒KO勝ちを収め、3度目の防衛に成功した。
2019年12月8日、大阪府立体育会館第二競技場で元日本スーパーフライ級王者で日本スーパーフライ級11位の中川健太と対戦し、10回0-3（92-98×2、92-99）で判定負けを喫し4度目の防衛に失敗、王座から陥落した。
2020年12月27日、大阪府立体育会館第二競技場で古谷昭男と53キロ契約8回戦を戦い、8回0-2（75-77×2、76-76）で判定負けを喫した。
2021年8月8日、枚方市総合体育館で日本スーパーフライ級12位の仁平宗忍と対戦し、8回3-0（80-72、78-74×2）で判定勝ちを収めた。
2021年12月5日、大阪府立体育館第二競技場で飯村樹輝弥とSフライ級8回戦を戦い、8回0-2（76-76、75-77×2）で判定負けを喫した。
2022年10月24日付で引退届を出した。

## 戦績
- 39戦24勝（11KO）11敗4分

| 戦           | 日付           | 勝敗 | 時間    | 内容     | 対戦相手                             | 国籍       | 備考                                    |
| ------------ | -------------- | ---- | ------- | -------- | ------------------------------------ | ---------- | --------------------------------------- |
| 1            | 2007年5月1日   | ☆    | 4R      | 判定     | サンティチャイ・シスコンパヤック     | タイ       | プロデビュー戦                          |
| 2            | 2007年5月29日  | ★    | 2R 1:00 | TKO      | ラタナポン・ソーウォラピン           | タイ       |                                         |
| 3            | 2009年2月8日   | ★    | 4R      | 判定     | 田中飛依(緑)                         | 日本       | 日本国内デビュー戦                      |
| 4            | 2009年5月3日   | ☆    | 2R 2:14 | KO       | タワッチャイ・ポーティティマ         | タイ       |                                         |
| 5            | 2009年6月14日  | ☆    | 4R      | 判定     | サンサクダ・ポータナナポン           | タイ       |                                         |
| 6            | 2009年10月4日  | △    | 4R      | 判定     | 金沢晃佑(大鵬)                       | 日本       |                                         |
| 7            | 2009年12月29日 | ☆    | 4R      | 判定     | 森仁志(真正)                         | 日本       |                                         |
| 8            | 2010年5月9日   | ☆    | 3R 1:58 | TKO      | ナンファ・サタプリージム             | タイ       |                                         |
| 9            | 2010年8月21日  | ☆    | 4R 1:46 | KO       | 霜尾順也(塚原京都)                   | 日本       |                                         |
| 10           | 2010年12月23日 | ☆    | 6R      | 判定     | 大西一生(姫路木下)                   | 日本       |                                         |
| 11           | 2011年4月10日  | ☆    | 3R 2:40 | KO       | ロッキー・ソーポンロムパワイ         | タイ       |                                         |
| 12           | 2011年10月2日  | ★    | 10R     | 判定     | 李明浩(大阪帝拳)                     | 日本       |                                         |
| 13           | 2012年3月3日   | ★    | 8R      | 判定     | 久保幸平(セレス)                     | 日本       |                                         |
| 14           | 2012年7月29日  | △    | 8R      | 判定     | 金沢晃佑(大鵬)                       | 日本       |                                         |
| 15           | 2012年12月9日  | ☆    | 5R 1:47 | KO       | ジッティ・オーベンジャマット         | タイ       |                                         |
| 16           | 2013年4月14日  | ★    | 8R      | 判定     | 金沢晃佑(大鵬)                       | 日本       |                                         |
| 17           | 2013年8月4日   | ☆    | 8R      | 判定     | 外山春樹(FUKUOKA)                    | 日本       |                                         |
| 18           | 2013年10月18日 | ★    | 2R 2:30 | TKO      | ルサリー・サモール                   | タイ       | IBFアジアスーパーフライ級タイトルマッチ |
| 19           | 2014年4月13日  | ☆    | 8R      | 判定     | 与那覇勇気(真正)                     | 日本       |                                         |
| 20           | 2014年8月3日   | ☆    | 8R      | 判定     | 川口勝太(ロマンサ雅)                 | 日本       |                                         |
| 21           | 2014年12月7日  | ☆    | 2R 0:37 | KO       | 鈴木優作(アポロ)                     | 日本       |                                         |
| 22           | 2015年4月5日   | ☆    | 7R 1:39 | 負傷判定 | 齊藤裕太(花形)                       | 日本       |                                         |
| 23           | 2015年8月2日   | ☆    | 8R      | 判定     | 桜井康弘(L玉熊)                      | 日本       |                                         |
| 24           | 2015年12月5日  | ☆    | 8R      | 判定     | ロメル・オリベロス                   | フィリピン |                                         |
| 25           | 2016年4月3日   | ★    | 8R      | 判定     | エクタワン・モー・クランペットンブリ | タイ       |                                         |
| 26           | 2016年8月7日   | ☆    | 2R 1:54 | TKO      | 仁平宗忍(ワタナベ)                   | 日本       |                                         |
| 27           | 2016年12月4日  | ☆    | 5R 終了 | TKO      | 林田貴紀(築豊)                       | 日本       |                                         |
| 28           | 2017年4月2日   | △    | 8R      | 判定     | エラニーソ・セミジャーノ             | フィリピン |                                         |
| 29           | 2017年7月23日  | ★    | 7R 1:32 | 負傷判定 | 船井龍一(ワタナベ)                   | 日本       | 日本スーパーフライ級タイトルマッチ      |
| 30           | 2017年12月3日  | ☆    | 1R 1:37 | TKO      | サッタワット・サイトーンジム         | タイ       |                                         |
| 31           | 2018年4月1日   | ☆    | 1R 2:45 | KO       | フレンキー・ロヒ                     | タイ       |                                         |
| 32           | 2018年8月10日  | ☆    | 10R     | 判定     | 久高寛之(仲里)                       | 日本       | 日本スーパーフライ級タイトルマッチ      |
| 33           | 2018年12月9日  | △    | 10R     | 判定     | 橋詰将義(井岡)                       | 日本       | 日本王座防衛1                           |
| 34           | 2019年4月21日  | ☆    | 10R     | 判定     | ユータ松尾(ワールドS)                | 日本       | 日本王座防衛2                           |
| 35           | 2019年8月4日   | ☆    | 6R 1:49 | KO       | ダイナミック健次(大鵬)               | 日本       | 日本王座防衛3                           |
| 36           | 2019年12月8日  | ★    | 10R     | 判定0-3  | 中川健太(三迫)                       | 日本       | 日本王座陥落                            |
| 37           | 2020年12月27日 | ★    | 8R      | 判定0-2  | 古谷昭男(六島)                       | 日本       |                                         |
| 38           | 2021年8月8日   | ☆    | 8R      | 判定3-0  | 仁平宗忍(ワタナベ)                   | 日本       |                                         |
| 39           | 2021年12月5日  | ★    | 8R      | 判定0-2  | 飯村樹輝弥(角海老宝石)               | 日本       |                                         |
| テンプレート |                |      |         |          |                                      |            |                                         |

## 獲得タイトル
- 第41代日本スーパーフライ級王座（防衛3）